# Lyman Currier
Pour les articles homonymes, voir Currier.
Lyman Currier, né le 28 août 1994 est un skieur acrobatique américain spécialiste du half-pipe et du slopestyle. 

## Palmarès

### Jeux olympiques
- JO de Sotchi 2014 : 28e en half-pipe

### Coupe du monde
- Meilleur classement général : 44e en 2013.
- Meilleur classementen slopestyle : 5e en 2013.
- 1 podium dont 1 victoire.

#### Détails des victoires
| Édition / Épreuve | Half-pipe     |
| 2013              | Sierra Nevada |